# Merdželat
Merdželat (cyr. Мерџелат) – wieś w Serbii, w okręgu niszawskim, w gminie Svrljig. W 2011 roku liczyła 109 mieszkańców.